# Комітет державної безпеки Української РСР
Комітет державної безпеки Української РСР - центральний республіканський орган державного управління Української РСР у сфері забезпечення державної безпеки, який діяв з 1954 по 20 вересня 1991. 20 вересня 1991 року Постановою Верховної Ради України КДБ УРСР був скасований, а замість нього було створено Служба національної безпеки України (СНБУ).

## Розташування
Адреса: Київ, Володимирська вул., 33.
Були утворені територіальні управління Комітету державної безпеки Української РСР відповідно до адміністративного територіального поділу УРСР:
- УКДБ по Вінницькій області
- УКДБ по Волинській області
- УКДБ по Ворошиловградській (Луганській) області
- УКДБ по Дніпропетровській області
- УКДБ по Сталінській (Донецькій) області
- УКДБ по Дрогобицькій області
- УКДБ по Житомирській області
- УКДБ по Закарпатській області
- УКДБ по Запорізькій області
- УКДБ по Станіславській (Івано-Франківській) області
- УКДБ по Київській області (по місту Києву і Київській області)
- УКДБ по Кіровоградській області
- УКДБ по Кримській області
- УКДБ по Львівській області
- УКДБ по Миколаївській області
- УКДБ по Одеській області
- УКДБ по Полтавській області
- УКДБ по Ровенській області
- УКДБ по Сумськії області
- УКДБ по Тернопільській області
- УКДБ по Харківській області
- УКДБ по Херсонській області
- УКДБ по Хмельницькій області
- УКДБ по Черкаській області
- УКДБ по Чернігівській області
- УКДБ по Чернівецькій області

## Структура
- Керівництво (голова, заступники голови, члени КДБ, партком)
- Секретаріат
- Інспекція при Голові
- 1-й відділ (зовнішня розвідка)
- 2-ге Управління (контррозвідка)
- 4-те Управління (секретно-політичне)
- 5-те Управління (економічне)
- 7-ме Управління (зовнішнє спостереження)
- 8-й відділ (шифрувально-дешифрувальний)
- 9-й відділ (охорона керівників партії і уряду)
- 2-й спецвідділ (застосування опертехніки)
- 3-й спецвідділ (виготовлення засобів тайнопису, документів для оперативних цілей, експертиза документів і почерків)
- 4-й спецвідділ (радіоконтррозвідки)
- 5-й спецвідділ (виготовлення опертехніки)
- Відділ «С» (урядового зв'язку)
- Слідчий відділ
- Обліково-архівний відділ
- тюремний відділ
- Відділ кадрів
- мобілізаційний відділ
- господарське управління
- допоміжні підрозділи

Згодом відбувалися наступні зміни:
- У 1955 р створено 6-й спецвідділ (перлюстрація телеграфної та поштової кореспонденції);
- У квітні 1959 р Інспекція була перетворена в апарат помічника Голови;
- У серпні 1959 р 1-й відділ був перетворений в Управління;
- У 1959 р був скасований Тюремний відділ, на базі 2-го, 3-го, 4-го, 5-го і 6-го спецвідділів створено Оперативно-технічне управління, відділ «С» перетворений у відділ урядового зв'язку, створений 6 й відділ (транспортний);
- У березні 1960 р 4-е і 5-е Управління та 6-й відділ були скасовані з передачею функцій у 2-е Управління;
- У 1966 р був створений 4-й відділ (інформаційно-аналітичний), обліково-архівний відділ перейменований в 10-й відділ;
- У 1967 р було створено 5-е Управління (боротьба з ідеологічною диверсією), відновлена Інспекція при Голові;
- Наказом КДБ при РМ УРСР № 00154 від 18 грудня 1967 р був створений 6-й відділ (розробка і впровадження в оперативну практику наукових основ ведення боротьби з підривною діяльністю противника);
- У 1970 р Інспекція була перетворена в інспекторське управління;
- У травні 1971 р 6-й відділ було розформовано, його функції розділені між 4-м відділом і Інспекторським управлінням;
- Не раніше 1973 р була створена Служба «Р»;
- У січні 1974 р Відділ урядового зв'язку був перетворений в Управління;
- 3 липня 1975 р наказом КДБ СРСР № 0258 9-й відділ був перетворений в Службу;
- У 1976 р був створений новий 6-й відділ (внутрішня безпека);
- У травні 1977 р 4-й відділ був перетворений в 10-й відділ 2-го Управління;
- Наказом КДБ СРСР № 0045 від 22 червня 1980 р була створена Інформаційно-аналітична служба;
- У 1981 р було створено 4-е Управління (контррозвідувальне забезпечення об'єктів транспорту);
- У 1982 р було створено 6-е Управління (контррозвідувальне забезпечення економіки), 6-й відділ змінив номер на 11-й;
- У вересні 1983 р було створено 3-е Управління (контррозвідувальне забезпечення МВС);
- У 1984 р Відділ кадрів був перетворений в Управління;
- У 1989 р 5-е Управління було перетворено в Управління «З» (захист конституційного ладу);
- У 1991 р 3-е Управління було перетворено в Управління «ОП» (по боротьбі з організованою злочинністю);

Таким чином, до 1991 р структура КДБ Української РСР мала такий вигляд:
- Керівництво (голова, заступники голови, Колегія КГБ, партком)
- Секретаріат
- 1-е Управління (зовнішня розвідка)
- 2-е Управління (контррозвідка)
- 4-е Управління (контррозвідувальне забезпечення об'єктів транспорту)
- 6-е Управління (контррозвідувальне забезпечення економіки)
- 7-е Управління (зовнішнє спостереження)
- 8-й відділ (шифрувально-дешифрувальний)
- 9-я Служба (охорона керівників партії і уряду)
- 10-й відділ (обліково-архівний)
- 11-й відділ (внутрішня безпека)
- Управління «З» (захист конституційного ладу)
- Управління «ОП» (по боротьбі із організованою злочинністю)
- Служба «Р» (радіоконтррозвідка)
- Оперативно-технічне управління
- Управління урядового зв'язку
- Слідчий відділ
- інспекторської управління
- Інформаційно-аналітична служба
- управління кадрів
- мобілізаційний відділ
- господарське управління
- Військово-медичне управління
- допоміжні підрозділи

## Керівництво
- Нікітченко Віталій Федотович (6 квітня 1954 — 16 липень 1970) полковник, з 31 травня 1954 — генерал-майор, з 1961 — генерал-лейтенант, з 1967 — генерал-полковник .
- Федорчук Віталій Васильович (16 липня 1970 — 27 травня 1982) генерал-лейтенант, з 14 грудня 1970 — генерал-полковник.
- Муха Степан Несторович (3 червня 1982 — 21 травня 1987) генерал-лейтенант.
- Голушко Микола Михайлович (21 травня 1987 — 20 вересень 1991) генерал-майор, з 1989 — генерал-лейтенант.

Перший заступник голови:
- Слонь Михайло Варнайович (15 червня 1954 — 19 квітень 1955) полковник.
- Шульженко Борис Сергійович (серпень 1959 — 4 червня 1970) полковник, з 10 грудня 1964 — генерал-майор.
- Крикун Серафим Іванович (21 серпня 1970 — листопад 1974) генерал-майор.
- Муха Степан Несторович (січень 1975 — червень 1982) полковник, з 1975 — генерал-майор, з 1980 — генерал-лейтенант.
- Євтушенко Василь Мусійович (1982-1990) генерал-майор.
- Марчук Євген Кирилович (1990 — червень 1991) генерал-майор.
- Шама Микола Михайлович (1991).

Заступники голови:
- Мороз Микола Тихонович (19 червня 1954 — 7 серпня 1959) полковник ГБ, з 1955 — полковник, з 9 січня 1957 — генерал-майор.
- Тихонов Павло Павлович (3 липня 1954 — 7 серпня 1959) полковник, з 18 лютого 1958 — генерал-майор.
- Головченко Іван Харитонович (1955-1962) полковник, генерал-майор.
- Крикун Серафим Іванович (1961 — 21 серпня 1970) генерал-майор.
- Трояк Микола Захарович (1967-1978) генерал-майор.
- М'якушко Василь Омелянович (січень 1971 — серпень 1984) полковник, з 1972 - генерал-майор.
- Муха Степан Несторович (вересень 1973 — січень 1975) з 1973 — полковник.
- Лодяний Володимир Володимирович (1976-1980) генерал-майор.
- Євтушенко Василь Мусійович (1977-1982) генерал-майор.
- Петров Юрій Володимирович (1980-1991) генерал-майор.
- Рябоконь Володимир Олександрович (вересень 1982 — грудень 1985) полковник, з 1984 — генерал-майор.
- Ковтун Георгій Кирилович (вересень 1984 — вересень 1991) генерал-майор.
- Космач В'ячеслав Савович (15 січня 1986 — 1987) полковник.
- Бихов Леонід Васильович (1987-1991) генерал-майор.

Помічники голови з кадрів: Начальники відділу (управління) кадрів, з грудня 1969 — заступники
- Кардашов Олександр Васильович (травень 1954 — серпень 1959) підполковник ГБ, з 1954 — полковник ГБ, з 1955 — полковник, з 1958 — генерал-майор.
- Приймак Іван Павлович (серпень 1960 — серпень 1973) підполковник, з 1962 — полковник.
- Рябоконь Володимир Олександрович (серпень 1973 — вересень 1982) полковник.
- Пихтін Володимир Олексійович (1982-1991) полковник, з 1991 — генерал-майор.